# Kucębów
Kucębów – dawna wieś w Polsce położona w województwie świętokrzyskim, w powiecie skarżyskim, w gminie Bliżyn.
Nazwę zniesiono z 2023 r., jednocześnie zmieniając jej części Kucębów Dolny, Kucębów Górny, Kucębów-Borek, Kucębów-Odcinek we wsie.
Wieś leży przy drodze łączącej drogę krajową 42 w Odrowążu z drogą wojewódzką 750 w Samsonowie. W obrębie wsi znajduje się rezerwat przyrody Świnia Góra.
W latach 1954–1959 wieś należała do gromady Szałas, po jej zniesieniu należała i była siedzibą władz gromady Kucębów. W latach 1975–1998 miejscowość administracyjnie należała do województwa kieleckiego.
Nazwa wsi – od nazwy kucęba, gwarowo – kuczaba (kołek zabezpieczający koło u wozu). Inna wersja – gwarowo kocemba, czyli pogrzebacz.
| SIMC    | Nazwa           | Rodzaj    |
| ------- | --------------- | --------- |
| 0228648 | Kucębów Dolny   | część wsi |
| 0228654 | Kucębów Górny   | część wsi |
| 0228631 | Kucębów-Borek   | część wsi |
| 0228660 | Kucębów-Odcinek | część wsi |

Wierni kościoła rzymskokatolickiego należą do parafii Przemienienia Pańskiego w Odrowążku.

## Historia
W roku 1521 wieś należała do parafii w Kielcach, natomiast w roku 1662 – do parafii w Odrowążu. W XVIII w. okolicy wsi (m.in. na Świniej Górze) wydobywano rudę żelaza pod potrzeby kuźnicy w Szałasie.
W 1827 r. Kucębów (do 1921 r. Kucembów) liczył 17 domów i 110 mieszkańców, w 1836 – 148 mieszkańców, w 1854 – 163 parafian, w 1931 – 411 parafian. Od 1957 r. wieś należy do nowo utworzonej filii kościoła z Odrowąża w Odrowążku.